# Dick
Dick is een verengelste vorm van de oud-Nederlandse jongensnaam  Derk, Dirk of Diederik met de betekenis machtig onder het volk. Als Engelse naam is het de vleivorm van Richard. 
Een weinig gebruikte variant is Dik. Verkleinvormen zijn Dikkie, Dickie, Dickey en Dicky. 

## Bekende naamdragers
- Dick Advocaat (1947), Nederlands voetbalcoach
- Dick Berlijn (1950), Nederlands generaal
- Dick Bor (1944-2007), violist
- Dick Bruna (1927-2017), Nederlands illustrator
- Dik Bruynestein (1927-2012), Nederlands striptekenaar
- Dick Cheney (1941), voormalig vicepresident van de Verenigde Staten
- Dick Dees (1944), Nederlands politicus
- Dick Dolman (1935-2019), Nederlands politicus
- Dick Gephardt (1941), Amerikaans politicus
- Dick Jaspers (1965), Nederlands biljarter
- Dick Jol (1956), Nederlands voetbalscheidsrechter
- Dick Ket (1902-1940), Nederlands kunstschilder
- Dick Klomp (1947), Nederlands organist en beiaardier
- Dick Laan (1894-1973), Nederlands schrijver
- Dick Laan (1922-1990), Nederlands politicus
- Dick Maas (1951), Nederlands filmregisseur
- Dick Matena (1943), Nederlands striptekenaar
- Dick Mol (1955), paleontoloog
- Dick Nicolaas (1944-2014), ter dood veroordeelde
- Dicky Palyama (1978), Nederlands badmintonner
- Dick Plat (1950), Nederlands toetsenist
- Dick Passchier (1933-2017), Nederlands presentator
- Dick Schoof (1957), Nederlands politicus
- Dicky Schulte Nordholt (1953-2006), basgitarist
- Dick Treesie, Nederlands zanger en entertainer
- Dick Van Dyke (1925), Amerikaans acteur en televisiepresentator
- Dick Winters, Amerikaans militair

## Fictieve personages
- Dick Tracy, een detective in Amerikaanse comics
- Dikkie Dik, jonge kater in de peutervoorleesboeken van Jet Boeke
- Dick Bos, een stripfiguur van de auteur Alfred Mazure
- Dik Trom, de held in de kinderboeken van C. Joh. Kieviet
- Dik Voormekaar, een typetje van André van Duin

## Bekende personen met de achternaam Dick
- Alistair Dick (1965), Schots voetballer
- Philip K. Dick (1928)-1982), Amerikaans sciencefictionschrijver
- Phiny Dick (1912-1990), Nederlands schrijfster

## Trivia
- In het Engels wordt Dick gebruikt als slang voor de penis. Dit kan tot gevolg hebben dat een e-mail ondertekend met Dick als spam wordt behandeld en dus niet aankomt.
- Ook in de Nederlandse volkstaal wordt dikkie-dik wel gebruikt voor het mannelijk geslachtsdeel.
- Een Private Dick is de Engelse benaming voor een privédetective.
- Dick-Dick is een historisch merk van hulpmotoren.
- Moby Dick is een beroemd boek van Herman Melville.
- Tricky Dicky was de bijnaam van Richard Nixon.
- Een Dicky seat was een zitplaats in de kofferbak van een zijspan.

- Dick
- Dick's Open
- Dick's Sporting Goods Open
- Dick's Sporting Goods Park
- Dick-Dick
- Dick & Dee Dee
- Dick & Dom
- Dick Addrisi
- Dick Advocaat
- Dick Annegarn
- Dick Anthony Williams
- Dick Apon
- Dick Appeldoorn
- Dick Asjes
- Dick Baarsen
- Dick Bakhuizen van den Brink
- Dick Bakker
- Dick Bakker (dirigent)
- Dick Beek
- Dick Beekman
- Dick Been
- Dick Benschop
- Dick Berlijn
- Dick Bierman
- Dick Binnendijk
- Dick Blick
- Dick Blok
- Dick Boer
- Dick Boer (fotograaf)
- Dick Boer (manager)
- Dick Boer (predikant)
- Dick Bolt
- Dick Boogaard
- Dick Bor
- Dick Bos
- Dick Bosschieter
- Dick Boushka
- Dick Bouwense
- Dick Box
- Dick Briel
- Dick Broos
- Dick Brouwer
- Dick Brouwer (architect)
- Dick Brouwer (verzetsstrijder)
- Dick Brouwer de Koning
- Dick Bruijnesteijn
- Dick Brummitt
- Dick Bruna
- Dick Bruna Huis
- Dick Bruna huis
- Dick Brunahuis
- Dick Buijsman
- Dick Buitelaar
- Dick Bults
- Dick Button
- Dick Buurman
- Dick Buysman
- Dick Cathcart
- Dick Cavett
- Dick Cavill
- Dick Cheney
- Dick Clark
- Dick Clark's New Year's Rockin' Eve
- Dick Clemens de Bie
- Dick Cleveland
- Dick Cohen
- Dick Cook
- Dick Coppock
- Dick Corporaal
- Dick Coster
- Dick Couvée
- Dick Couvée (historicus)
- Dick Couvée (predikant)
- Dick Creith
- Dick Cuthell
- Dick Dale
- Dick Dankers
- Dick Davies
- Dick Dees
- Dick Dekker
- Dick Diggers goudmijn
- Dick Dolman
- Dick Dooijes
- Dick Drayer
- Dick Dreux
- Dick Durbin
- Dick Durver
- Dick Egberts
- Dick Eijlander
- Dick Eijlers
- Dick Elffers
- Dick Engelbracht
- Dick Enthoven
- Dick Ernst
- Dick Esser
- Dick Eve
- Dick Feld
- Dick Fosbury
- Dick Francis
- Dick Frazier
- Dick Freebird
- Dick Gabel
- Dick Gaughan
- Dick Gephardt
- Dick Gibson
- Dick Giordano
- Dick Gordon
- Dick Gregory
- Dick Greiner
- Dick Grijpink
- Dick Groeneweg
- Dick Groenteman
- Dick Halligan
- Dick Hamming
- Dick Harris
- Dick Harrison
- Dick Hauser
- Dick Haymes
- Dick Heckstall-Smith
- Dick Heins
- Dick Helling
- Dick Heyward
- Dick Higgins
- Dick Hillenius
- Dick Hoek
- Dick Hollander
- Dick Holthaus
- Dick Hoogendoorn
- Dick Hoogendorp
- Dick Houwaart
- Dick Hutcherson
- Dick Jacobs
- Dick Jaspers
- Dick Jense
- Dick Jol
- Dick Joyce
- Dick Kaart
- Dick Kattenburg
- Dick Kazmaier
- Dick Kemper
- Dick Ket
- Dick Klaverdijk
- Dick Kleisen
- Dick Klomp
- Dick Kooijman
- Dick Kooy
- Dick Kraaijveld
- Dick Kragt
- Dick Kreijkes
- Dick Kruijthoff
- Dick Kuiper
- Dick Laan
- Dick Laan (1922-1990)
- Dick Laan (politicus)
- Dick Lammi
- Dick Langerhorst
- Dick Latessa
- Dick Le Mair
- Dick Leiker
- Dick Leurdijk
- Dick Leutscher
- Dick Lieb
- Dick Loef
- Dick Loggere
- Dick Lubach
- Dick Lukkien
- Dick Maas
- Dick MacNeill
- Dick Mac Neill
- Dick Mallon
- Dick Mango
- Dick Marty
- Dick Mast
- Dick Mastenbroek
- Dick Matena
- Dick Maurer
- Dick Meldonian
- Dick Miller
- Dick Mol
- Dick Morrissey
- Dick Mulder
- Dick Mulderij
- Dick Murdoch
- Dick Nanninga
- Dick Nash
- Dick Nicolaas
- Dick Nieuwenhuizen
- Dick Noel
- Dick Noel (jazztrombonist)
- Dick Noel (zanger)
- Dick Norman
- Dick Oatts
- Dick Olmstead
- Dick Pappenheim
- Dick Passchier
- Dick Pels
- Dick Pieters
- Dick Plat
- Dick Ploeger
- Dick Poons
- Dick Pound
- Dick Powell
- Dick Quax
- Dick Raaijmakers
- Dick Raaymakers
- Dick Rathmann
- Dick Ravenal
- Dick Richards
- Dick Rienstra
- Dick Roelofsen
- Dick Roth
- Dick Salm
- Dick Sanderman
- Dick Sargent
- Dick Schaar
- Dick Schallies
- Dick Scheffer
- Dick Schenkel
- Dick Schenkeveld
- Dick Scherpenzeel Prijs
- Dick Scherpenzeelprijs
- Dick Schmull
- Dick Schmüll
- Dick Schmüllbrug
- Dick Schneider
- Dick Schoenaker
- Dick Schoof
- Dick Schoon
- Dick Schouten
- Dick Schouten (voetballer)
- Dick Schreuder
- Dick Schulte Nordholt
- Dick Schutte
- Dick Sigmond
- Dick Simonis
- Dick Slebos
- Dick Slebos (architect)
- Dick Slebos (stedenbouwkundige)
- Dick Sleeman
- Dick Slootweg
- Dick Smit
- Dick Snoek
- Dick Spring
- Dick Stapel
- Dick Stellingwerf
- Dick Stins
- Dick Stotijn
- Dick Sutherland
- Dick Swaab
- Dick Swidde
- Dick Taylor
- Dick Timmers Verhoeven
- Dick Toering
- Dick Tol
- Dick Tommel
- Dick Tracy
- Dick Tracy (1990)
- Dick Tracy (film)
- Dick Tracy (muziekalbum)
- Dick Tracy (soundtrack)
- Dick Tracy (stripfiguur)
- Dick Tuinder
- Dick Turpin
- Dick Turpin (film)
- Dick Turpin (televisieserie)
- Dick Twardzik
- Dick Van Dyke
- Dick Van Gelder
- Dick Vance
- Dick Verbakel
- Dick Verbesselt
- Dick Verdult
- Dick Verhoeven
- Dick Verkijk
- Dick Verstegen
- Dick Visser
- Dick Vlottes
- Dick Voorn
- Dick Vrij
- Dick Wagner
- Dick Waleson
- Dick Wennink
- Dick Westendorp
- Dick Westland
- Dick White
- Dick Wijte
- Dick Willebrandts
- Dick Willems
- Dick Winters
- Dick Wolf
- Dick Woudenberg
- Dick York
- Dick Zijp
- Dick brewer
- Dick bruna huis
- Dick bruna museum
- Dick bruynesteyn
- Dick dale
- Dick de Bie
- Dick de Boer
- Dick de Boer (basketbalcoach)
- Dick de Boer (historicus)
- Dick de Boer (manager)
- Dick de Boer (voetbaltrainer)
- Dick de Cloe
- Dick de Hoog
- Dick de Reus
- Dick de Winter
- Dick de Zeeuw
- Dick den Hartog
- Dick en Mac McDonald
- Dick le Mair
- Dick schoon
- Dick taylor
- Dick ter Hark
- Dick van 't Sant
- Dick van Altena
- Dick van Bekkum
- Dick van Bil
- Dick van Burik
- Dick van Deelen
- Dick van Dijk
- Dick van Dijk (beiaardier)
- Dick van Dijk (darter)
- Dick van Dijk (voetballer)
- Dick van Dijkbrug
- Dick van Dulst
- Dick van Dyke
- Dick van Dyke Show
- Dick van Egmond
- Dick van Eijmeren
- Dick van Gangelen
- Dick van Gangelen-trofee
- Dick van Gasteren
- Dick van Geet
- Dick van Gelder
- Dick van Halsema
- Dick van Hemmen
- Dick van Hoey Smith
- Dick van Hoogstraten
- Dick van Keulen
- Dick van Kleef
- Dick van Leeuwerden
- Dick van Luijn
- Dick van Luttikhuizen